# Agonisty receptora GLP-1

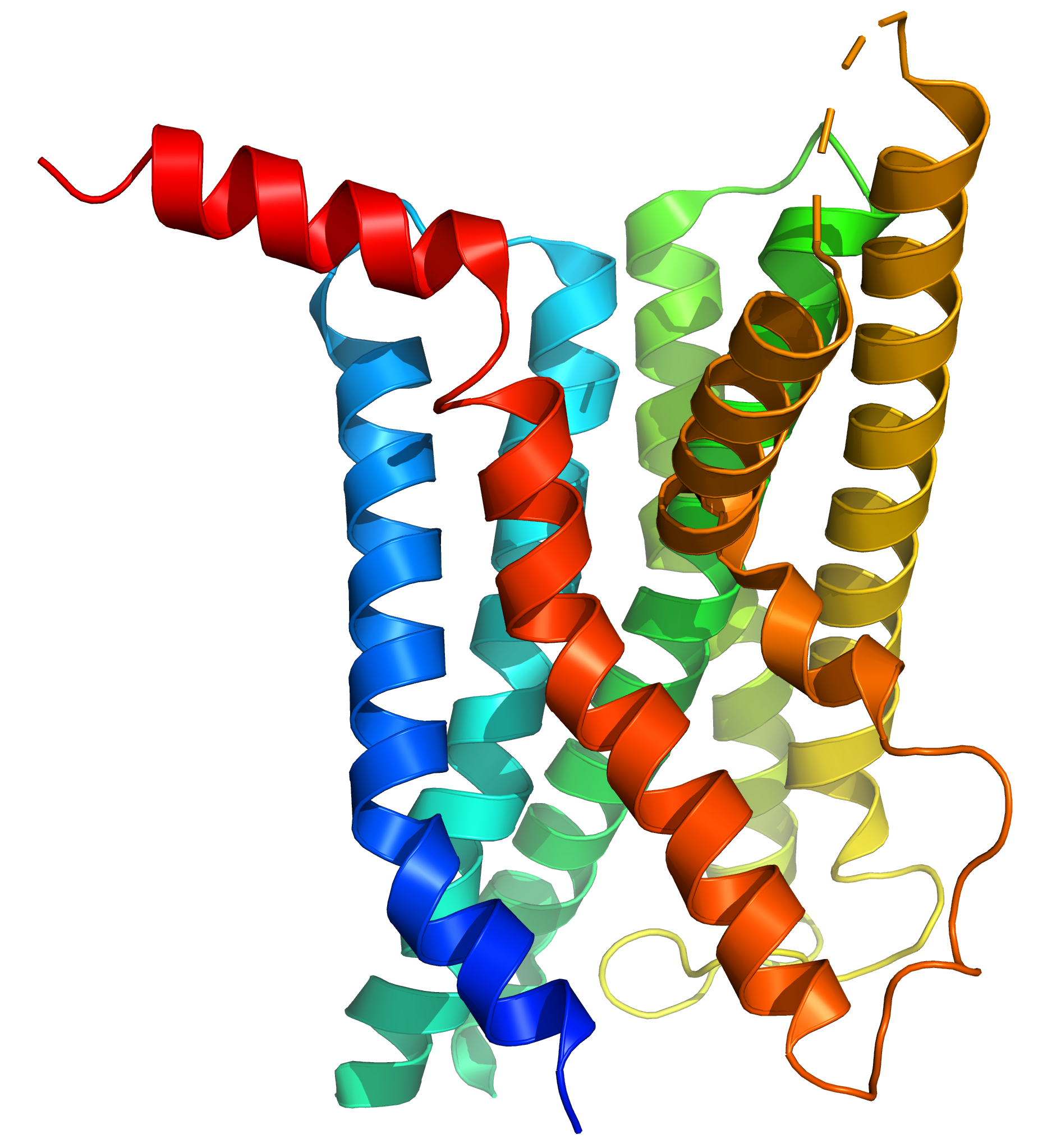
Struktura GLP-1

Agonisty receptora GLP-1 – grupa leków będących agonistami peptydu glukagonopodobnego 1 (ang. glucagon-like peptide 1, GLP-1), stosowanych w leczeniu cukrzycy typu 2 oraz jako środki redukcji masy ciała. Działają dzięki wykorzystaniu efektu inkretynowego. W 2023 roku czasopismo Nature przyznało tej grupie leków nagrodę Breakthrough of the Year.
Zdolność agonistów GLP-1 do obniżania glikemii została odkryta na początku lat 80 XX w.. Wyzwanie stanowił krótki czas życia jego cząsteczek w organizmie. Postęp w ich stabilizacji był możliwy, m.in. dzięki użyciu związku występującego w ślinie jaszczurki helodermy arizońskiej.
Pierwszym zatwierdzonym lekiem z tej grupy był eksenatyd (w USA w 2005 r., w Unii Europejskiej w 2007 r.). Pierwszym popularnym lekiem stał się dopuszczony w USA w 2017 Ozempic, co stało się na skutek promowania jego stosowania (niezgodnie ze wskazaniami) przez celebrytów i influencerów poprzez media społecznościowe.

## Mechanizm działania

### Działanie metaboliczne
GLP-1, wytwarzany naturalnie w jelicie krętym i okrężnicy, stymuluje wydzielanie insuliny. Ta natomiast jest jednak szybko rozkładana przez dipeptydylopeptydazę 4 (DPP-4). Agonisty receptora GLP-1 są analogami ludzkiego GLP-1, które sprawiają, że DPP-4 nie jest w stanie rozkładać GLP-1. Zwiększają one wydzielanie insuliny, jednocześnie hamując wydzielanie glukagonu oraz opróżnianie żołądka. Efekt inkretynowy jest wywołany wiązaniem się swoistego receptora z GLP-1 na powierzchni komórek beta trzustki.

### Działanie na mózg
Oprócz działania metabolicznego, agoniści GLP-1 wykazują również dodatkowe działanie w mózgu, np. sygnalizując sytość. Działanie takie jest znane od 1996, gdy w ramach badań wstrzykiwano GLP-1 bezpośrednio do mózgu głodnych szczurów. Takie podawanie zmniejszało spożycie pokarmów o 95%.
GLP-1 przyczepia się do receptorów na nerwie błędnym, a ten wysyła sygnały przez pień mózgu do jądra pasma samotnego (NTS). NTS zawiera neurony preproglukagonowe (PPG), które pod wpływem aktywacji, np. pod koniec obfitego posiłku, wytwarzają GLP-1 trafiający wprost do mózgu i tworzący odczucie sytości..
Na modelach zwierzęcych stwierdzono, że agoniści GLP-1 przenikają barierę krew-mózg, m.in. poprzez tanycyty. Takie szlaki komunikacyjne są możliwe dzięki dużo większej trwałości syntetycznych antagonistów od naturalnego GLP-1.
Stosujący agonistów GLP-1 zgłaszają również wyciszenie natrętnych myśli dotyczących jedzenia, alkoholu, nikotyny, narkotyków, i innych czynności kompulsywnych, jak zakupy czy skubanie paznokci. Badania wykazały, że agoniści GLP-1 działają wyciszająco na jądro półleżące, odpowiedzialne za odczucie nagrody, a które również posiada receptory GLP-1.
Badania na szczurach i ludziach wykazał, że podawanie agonistów GLP-1 zmniejsza głód opioidowy.

## Działania niepożądane
U jednego na dziesięć pacjentów występują działania niepożądane w postaci dolegliwości ze strony przewodu pokarmowego (m.in. nudności, wymioty, bóle brzucha, biegunka). Zwykle są one jednak krótkotrwałe i ustępują w ciągu pierwszych tygodni po rozpoczęciu leczenia. W badaniu z 2021 stwierdzono, że 4,5% przyjmujących semaglutyd przewało terapię z powodu dolegliwości żołądkowo-jelitowych.
Niektóre badania kohortowe i kliniczno-kontrolne wykazywały, iż długotrwałe stosowanie agonistów receptora GLP-1 może zwiększać ryzyko zapalenia lub nowotworu trzustki. Przeprowadzane badania kliniczne dowiodły jednak, iż ryzyko wystąpienia tych powikłań jest niewielkie.